# Hof van Roosendael

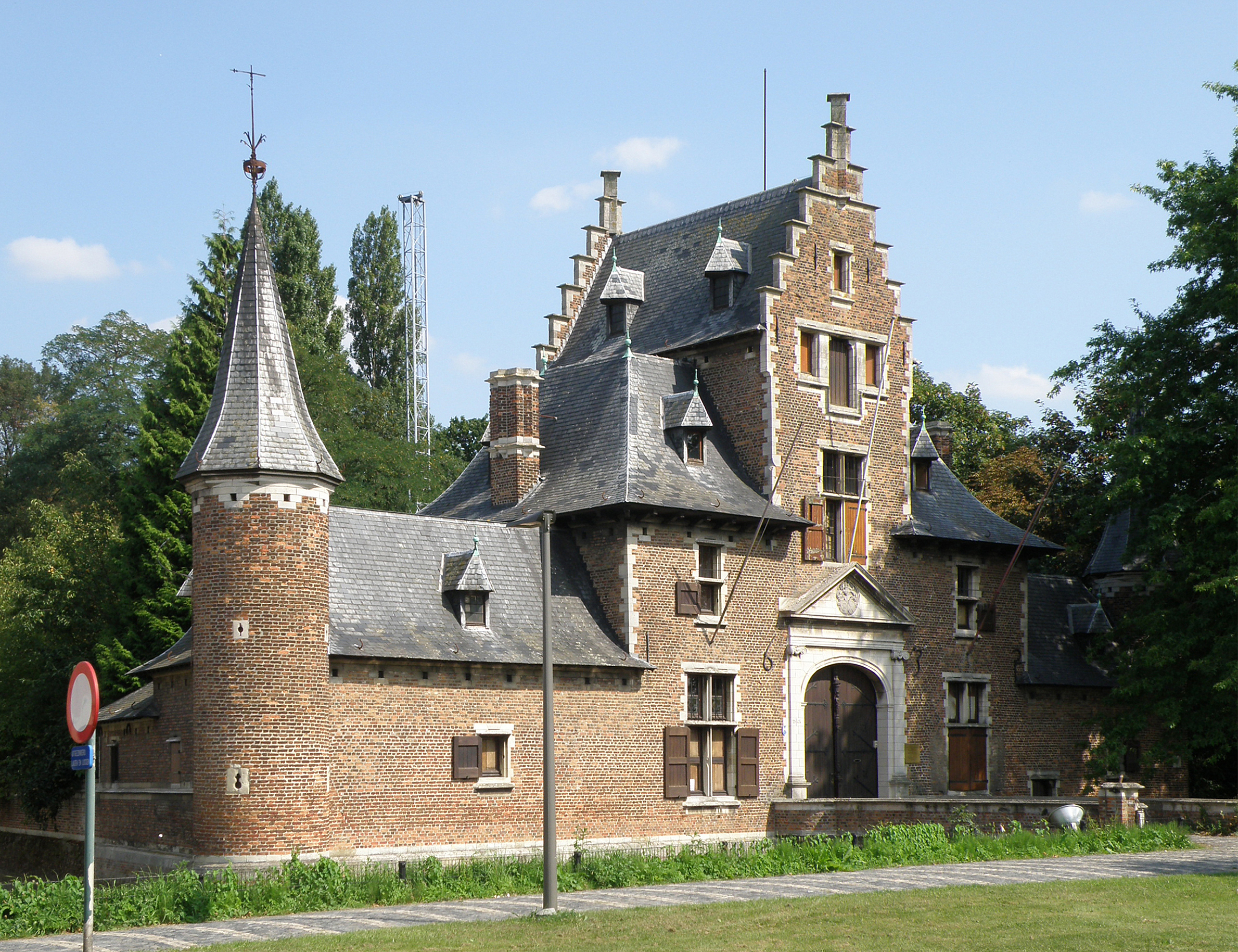
Hof van Roosendael

Het Hof van Roosendael is een kasteel in de tot de gemeente Antwerpen behorende plaats Merksem, gelegen aan Terlindenhofstraat 265.

## Geschiedenis
Het Hof De Kijckuyt werd voor het eerst vermeld in het 4e kwart van de 15e eeuw. In 1585, tijdens het Beleg van Antwerpen, werd het verwoest en, mogelijk in 1609, herbouwd als huys van Plaisantie (buitenverblijf).
In 1691 zou grootaalmoezenier Th. van Roosendael het goed De Kijckuyt hebben verkregen. Het bleef enige tijd in de familie en kende daarna meerdere andere eigenaren totdat het in 1924 door de gemeente Merksem werd aangekocht. Het werd, na restauratie, in gebruik genomen als Muziekacademie en tekenschool, en daarna werd het door de heemkundekring gebruikt.

## Gebouw
Het omgrachte en ommuurde complex omvat een bakstenen poortgebouw met trapgevel en geflankeerd door torentjes. Het draagt het jaartal 1632 en het wapenschild van de familie Roosendael-Courtois. Over een stenen boogbrug kan het kasteel worden betreden.